# 34丁目の奇跡 (1994年の映画)
『34丁目の奇跡』（さんじゅうよんちょうめのきせき、Miracle on 34th Street）は1994年のアメリカ合衆国のクリスマス映画。
監督はレス・メイフィールド、出演はリチャード・アッテンボローとマーラ・ウィルソンなど。
1947年の映画『三十四丁目の奇蹟』のリメイクである。

## ストーリー
老舗デパート・コールズで働くシングルマザーのドリー・ウォーカーは、自らが責任者を務めるクリスマスイベントのサンタクロース役に、その場に居合わせた老人クリス・クリングルを起用する。自分をサンタと信じているクリスにドリーは若干の不安を感じるが、子供の扱いが上手く、教養に溢れ、コールズの利益だけを追求しない誠実なクリスは、子供たちはもちろん、その親たちからも支持され、コールズの売り上げは大きく伸びる。また、過去の辛い経験から夢を持つことを否定し、娘スーザンにもサンタは存在しないと教えていたドリーも、クリスの誠実な人柄に好感を抱くようになる。
ところがコールズの買収を企んでいるライバルデパート・ショッパーズのランバーグ社長は面白くない。そこで命令を受けたランバーグの部下は、クリスにサンタ役を取られたという男をそそのかし、クリスに喧嘩を売らせる。子供好きであることを下品な言葉で中傷されたクリスは激怒、思わず持っていた杖でその男を殴ってしまう。そこにランバーグの部下らが現れ、コールズのサンタが暴力を振るったと騒ぎ立てる。クリスは逮捕されるが、精神鑑定で異常があるとされたため、起訴はされず、病院送りとなる。
この状況に、ドリーの友だち以上恋人未満の弁護士ブライアン・ベッドフォードがクリスの弁護を買って出る。ブライアンはクリスがわざと精神鑑定で異常と判定されるように振る舞ったことを見抜く。その理由を問われたクリスは、かっとしたとは言え、暴力を振るってしまった自分にサンタの資格はなく、子供たちの夢を守るためにも、ただの頭のおかしい老人ということにしておいたほうが良いと考えたからだと答える。そんなクリスに、ブライアンは名誉を回復するため法廷で争うことを勧める。ブライアンの熱意にクリスもその申し出を受ける。
前代未聞の「サンタクロースは実在するか」をかけた裁判が行われることになる。検察側のエド・コリンズ検事はバカバカしい裁判となめてかかっていたが、ニューヨークで一番とも呼ばれる優秀な弁護士ブライアンの巧みな法廷戦術に翻弄される。また、コールズが全面的にクリスを支持することを表明していたこともあり、マスコミを含め、世論もクリス支持を訴える。しかし、結審を前にハーパー判事は「気持ちではクリスを支持したいが、法的にサンタの存在を認めることは出来ない」との苦しい本音を密かにブライアンに漏らす。
奇しくもクリスマス・イヴと重なった結審の日、ハーパー判事がサンタの存在を否定する判決文を読み上げようとすると、スーザンがおもむろに判事に近づきクリスマスプレゼントと称して何かを渡す。中には1ドル札が入っており、それに印字された「イン・ゴッド・ウィー・トラスト（=我々は神を信じる）」の文言が赤い丸で囲われている。これを見たハーパー判事は「アメリカという国は目に見えないけれど確かに存在する神を信じることを公式なモットーにしている」ことを引き合いに出し、クリスがサンタクロースであることを認めるとの判決を下す。大喝采の中、クリスはこれからがサンタクロースとしての仕事の本番と告げ、ブライアンたちの前から姿を消す。
一方、スーザンはかつてクリスがサンタであることを証明するためにクリスマスプレゼントとして「家族（父親）」と「家」と「弟」を頼んでいた。さすがにそれは無理だろうと諦めていたスーザンだったが、クリスの導きでドリーとブライアンはイヴの夜に結婚、ドリーには家を購入できるだけの特別ボーナスが出る。後は弟だけだが、それは10ヶ月後になるだろう。クリスは本当にサンタクロースだったのだ。

## キャスト
※括弧内は日本語吹替
- クリス・クリングル: リチャード・アッテンボロー（鈴木瑞穂）

サンタそっくりのおじいさん。自分を本物のサンタと思っている。
- ドリー・ウォーカー: エリザベス・パーキンス（駒塚由衣）

シングルマザー。デパートのイベント部長。
- ブライアン・ベッドフォード: ディラン・マクダーモット（鈴置洋孝）

弁護士。ドリーとは友人以上恋人未満の関係。
- ヘンリー・ハーパー: ロバート・プロスキー（阪脩）

検事。
- スーザン・ウォーカー: マーラ・ウィルソン（渡辺菜生子）

ドリーの娘。
- エド・コリンズ: J・T・ウォルシュ（池田勝）

検事。
- ジャック・ダフ: ジェームズ・レマー（津田英三）

ランバーグの側近。
- ドナルド・シェルハマー: サイモン・ジョーンズ（英語版）（小島敏彦）
- C・F・コール会長: ウィリアム・ウィンダム（藤本譲）
- ヴィクター・ランバーグ: ジョス・アクランド（クレジットなし）（加藤精三）
- トニー・ファラッチ: ジャック・マクギー（英語版）（島香裕）

その他吹き替えキャスト
辻親八、牛山茂
日本語版スタッフ
演出：福永莞爾、翻訳：宇津木道子、製作：クリプリ

## 作品の評価
Rotten Tomatoesによれば、35件の評論のうち、60%にあたる21件が高く評価しており、平均して10点満点中6.19点を得ている。